# Sunne landsfiskalsdistrikt, Värmlands län
Sunne landsfiskalsdistrikt var 1918–1964 ett landsfiskalsdistrikt i Värmlands län, bildat som Värmlands-Sunne landsfiskalsdistrikt när Sveriges indelning i landsfiskalsdistrikt trädde i kraft den 1 januari 1918, enligt beslut den 7 september 1917. När Sveriges nya indelning i landsfiskalsdistrikt trädde i kraft den 1 oktober 1941 (enligt kungörelsen den 28 juni 1941) ändrades distriktets namn till Sunne landsfiskalsdistrikt. Den 1 januari 1965 avskaffades i Sverige samtliga landsfiskaler och landsfiskalsdistrikt, och deras arbetsuppgifter delades upp på de nyskapade indelningarna polisdistrikt, åklagardistrikt och kronofogdedistrikt.
Landsfiskalsdistriktet låg under länsstyrelsen i Värmlands län.

## Ingående områden
När Sveriges nya indelning i landsfiskalsdistrikt trädde i kraft den 1 januari 1952 (enligt kungörelsen 1 juni 1951) ändrades distriktets omfattning genom inkorporering av det upplösta Rottna landsfiskalsdistrikt. Den 1 januari 1963 införlivades Stora Sunne landskommun i Sunne köping, utan att det medförde ändring av landsfiskalsdistriktets omfattning.

### Från 1918
Fryksdals härad:
- Del av Lysviks landskommun: Landskommunen öster om Fryken.[2]
- Del av Sunne landskommun: Landskommunen öster om Fryken.[2]
- Östra Ämterviks landskommun

### Tillkomna senare
- Sunne köping: utbruten ur Sunne landskommun den 1 januari 1920.

### Från 1 januari 1952
- Gräsmarks landskommun
- Lysviks landskommun
- Stora Sunne landskommun
- Sunne köping

### Från 1 januari 1963
- Gräsmarks landskommun
- Lysviks landskommun
- Sunne köping